# 向源侵蝕

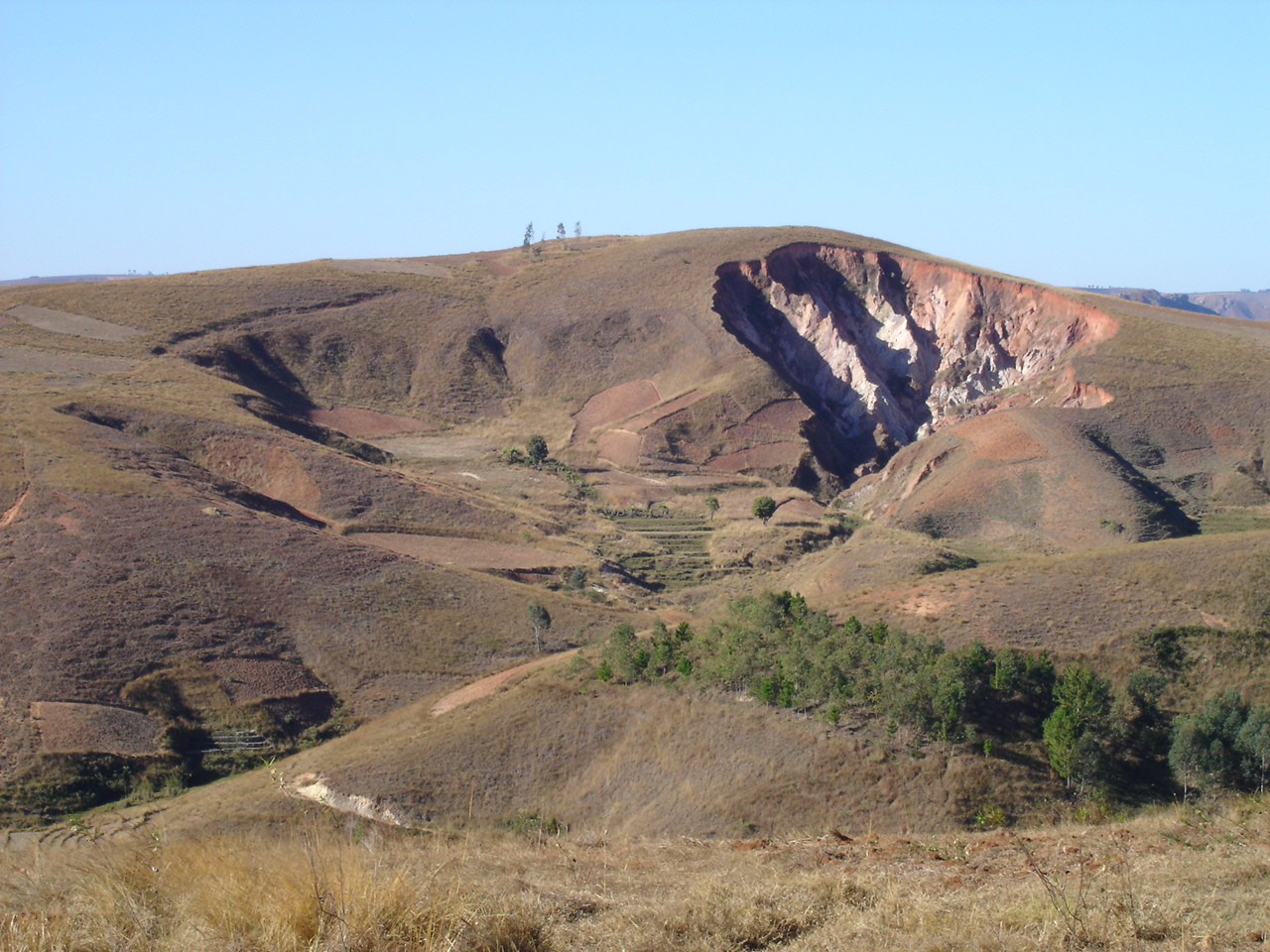
位於馬達加斯加的Lavaka，右方崩塌處為新的向源侵蝕，左方凹處為舊的向源侵蝕。

向源侵蝕是指河川因為地形的變化而使侵蝕的基準面下降，由於河床坡度變大，流速加大，使得侵蝕作用加強，剛開始在河流的下游發生侵蝕，然後漸漸向上游發展，即所謂「向源侵蝕」。
向源侵蚀多发生于谷頭，也就是指河或沟的源头處谷地，为河流下切作用而使河沟逐渐向上延伸之现象。常伴有崩塌，崩塌物质又不断地被运至下游，经年不缀的作用，最后在顶部造成特殊之汤匙状地貌。